# Humansville
Humansville est une localité du comté de Polk dans l'état du Missouri.
En 2010 sa population était de 1 048 habitants.

## Histoire
La ville doit son nom à un certain James Human qui s'est installé à cet endroit en 1834.
Le George Dimmitt Memorial Hospital, construit en 1929 en style colonial, a été listé sur le  National Register of Historic Places en 2012.